# Янг, Роберт
Роберт Джордж Янг (англ. Robert Young; 22 февраля 1907 — 21 июля 1998) — американский актёр, который за свою карьеру работал на телевидении, радио и в кино, лауреат трех премий «Эмми», а также «Золотого глобуса» и BAFTA.

## Жизнь и карьера
Роберт Джордж Янг дебютировал на экране в 1931 году и последующие два десятилетия снимался исключительно в кинофильмах, в общей сложности в почти девяноста картинах. Янг часто играл роли «хороших парней» и супругов главных героинь в различных мелодрамах тридцатых годов, а в следующем десятилетии более разноплановые роли в разножанровых лентах. В 1954 году он полностью отказался от карьеры в кино и перешёл работать на набирающее обороты телевидение. Хотя он снялся в нескольких десятках кинофильмов, Янг добился национального признания благодаря главной роли в длительном телесериале «Отец знает лучше» (1954—1960), которая принесла ему два премии «Эмми» в 1957 и 1958 годах.
В 1960 году Роберт Янг был удостоен сразу трёх звезд на Голливудской «Аллее славы», за вклад в телевидение, кино и радио. В следующем году он вернулся на телевидение с главной ролью в сериале «Окно на главную улицу», который был закрыт после одного сезона и несколько последующих лет работал не столь активно. В 1969 году он вернулся на экраны с заглавной ролью в телесериале «Доктор Маркус Уэлби» (1969—1976), которая принесла ему премию «Золотой глобус» и ещё одну «Эмми».
Янг был женат на Бетти Хендерсон и у них было четверо дочерей, а также шесть внуков и двое правнуков. Он умер 21 июля 1998 года от остановки дыхания и был похоронен на кладбище Форест-Лаун в Глендейле, штат Калифорния.